# Nancy Paterson
Nancy Paterson, née en 1957, est une artiste et écrivaine canadienne, connue pour son travail dans les nouveaux médias,,.

## Biographie
Paterson a effectué de longues études. Elle a notamment obtenu son doctorat en « Communications and Culture » à l'Université York en 2009.
Elle occupe un poste de coordonnatrice des installations au Charles Street Video, centre d'accès aux médias. Elle dirige également un site web en son nom où l'on peut voir quelques-uns de ses projets.
Paterson est membre du corps professoral de l'Université OCAD, située à Toronto. Elle a également construit un cours intitulé Creativity and New Media qui est disponible au Seneca College. Le cours demande aux étudiants de travailler avec différentes méthodologies de créativité vis-à-vis les médias.

## Travail
Paterson est considérée comme une importante contributrice au mouvement cyberféministe et à la discussion du rôle des genres dans l'expérience des médias électroniques,,,.
Paterson est également connue pour ses œuvres qui sont conçues électroniquement. Son œuvre Stock Market Skirt (1998) connecte la hauteur physique de l'ourlet d'une jupe en temps réel avec le mouvement de la bourse,. Son travail Bicycle TV (1989) place le spectateur sur un vélo face à un écran vidéo en même temps que le spectateur pédale,  puis de cette façon, il contrôle de le mouvement à travers des scènes du paysage canadien projeté devant eux,,.

## Œuvres et expositions
Nancy Paterson a participé à quelques expositions, principalement de groupe. Notamment pour des œuvres telles que IXmaps et CHmaps, qui ont fait partie d'une exposition de groupe ayant pour titre Little Sister (is watching you, too) en décembre 2015 et en janvier 2016. Son œuvre Hair Salon TV, datant de 1986, a également été exposée, cette fois en 2014 à l'exposition Mean Time to Upgrade. Stock Market Skirt a été exposé de façon permanente du mois de juin au mois de décembre de l'année 2013 à la Surrey Art Gallery et a aussi été inclus dans l'article Elements and Principles of 4D Art & Design présenté par Ellen Mueller dans le « Oxford University Press », 2016. Certaines de ses œuvres ont aussi pu être vues dans certains articles de presse ou encore à la télévision tel que son œuvre Bicyle TV qui a été inclus dans le programme télévisé TecArt au mois de juin 2015 présenté par le Arte1 channel, Bandeirantes Group, 

## Lectures et publications
Elle a, au cours de sa carrière, présenté plusieurs lectures ayant pour sujet l'art numérique, et ce, dans différentes universités partout à travers le monde. Entre autres, elle a participé à une lecture ayant lieu à la Zhejiang Gongshang University (en), en Chine en 2013.
Bon nombre de publications et de contributions à différents ouvrages sont à son actif, dont un chapitre complet dans l'ouvrage Deep Teaching for Computational Media and Generalist Design, par Michael Filimowicz, (2016,) contribution de sa part qui a été réalisé à la suite d'une demande. Son essai Stock Market Skirt: The Evolution of the internet, the interface and an Idea a paru dans l'ouvrage Database Aesthetics - Art in the Age of Information Overflow, de Victoria Vesna (2007). Elle a également été invité à présenter un essai, soit, End-user Privacy and Policy-based Networking lors d'une formation d'expert au Theory of Broadband: Regulation, Networks and Applications  à l'Université Columbia en 2013. Son travail de recherche postdoctoral Walled Gardens: The new shape of the public internet a été publié dans le contexte de la iConference 2012  à la ACM Digital Library. L'ouvrage VCR Story, qui est l'un de ses écrits qui ne tient pas de l'essai mais plutôt de l'écriture créative, a été publié dans The Capilano Review (2007). Puis un article, Bicycle TV, a été inclus dans Women, Art and Technology (2003). Un autre de ses essaie intitulé Curly, Larry & PoMo était initialement rendu disponible dans le journal Astrolabe dans son numéro d'inauguration, ce dernier est le journal en ligne de la Ohio State University. Cet article avait suivi celui intitulé Cyberfeminism qui a été publié dans le journal Fireweed à l'été 1996.